# Planejamento cicloviário

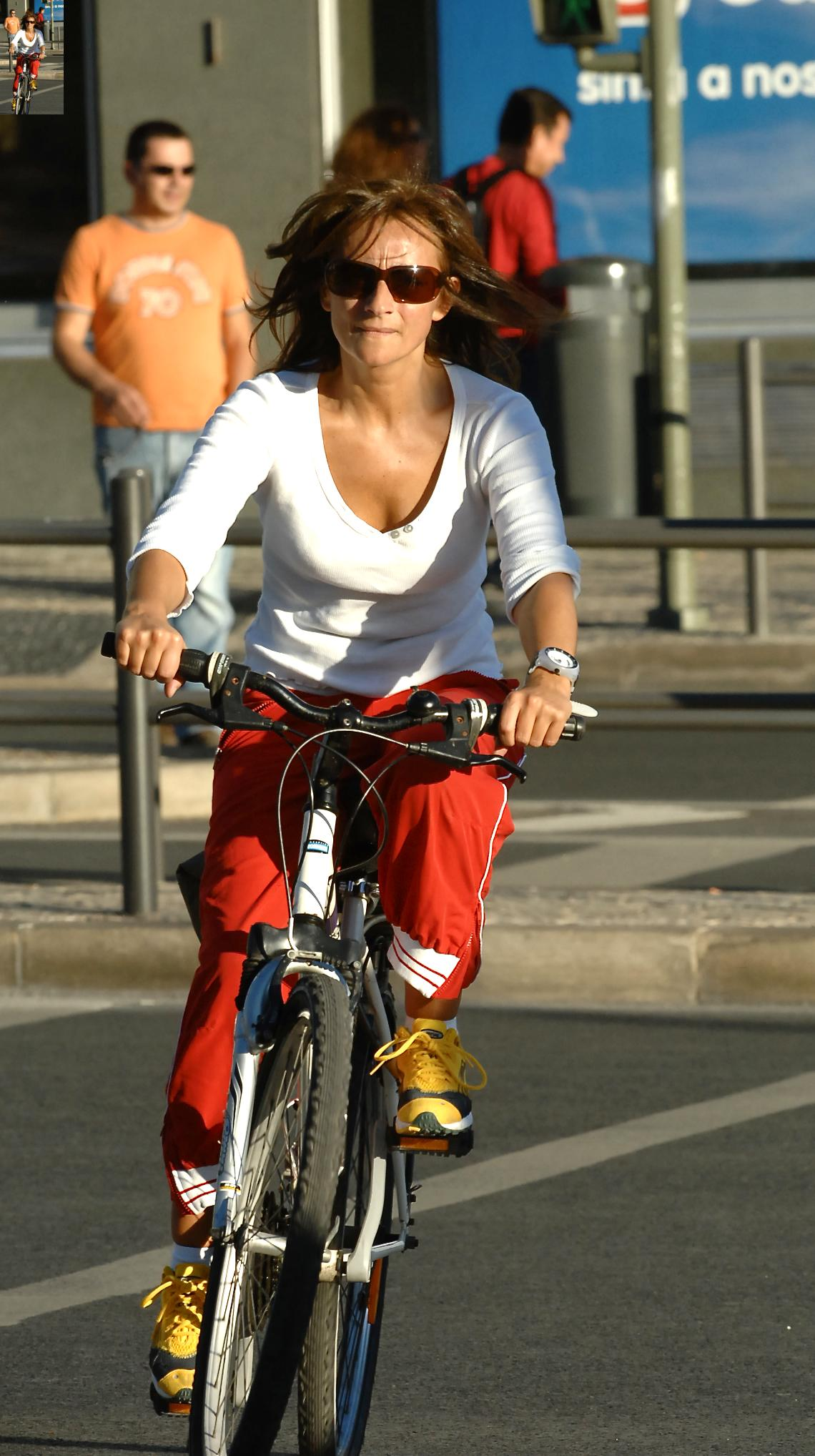
Ciclista en Cascais, distito de Lisboa.

O planejamento cicloviário baseia-se na premissa de incentivar o uso da bicicleta como meio de transporte em uma cidade ou região. O enfoque vai além das ciclovias e visa enxergar o uso da bicicleta dentro do contexto urbano existente para atender as necessidades reais dos ciclistas. Para que haja um bom planejamento cicloviário é necessário que se contabilize a real demanda de ciclistas em uma cidade, região, estado ou mesmo país. Se estima em 33.230.198 o número de bicicletas no Brasil em 2021. Além disso, é a segurança viária para circulação bem como de infraestrutura adequada de estacionamento para bicicletas são essenciais no planejamento cicloviário.

## Pontos fundamentais

### Segurança Viária
Todo o planejamento e desenho da infraestrutura cicloviária tem de ser pensando em conjunto. Redes viárias, pisos de qualidade e cruzamentos que não gerem riscos. Tudo deve garantir deslocamentos seguros para todos os usuários, sejam ou não ciclistas.

### Rotas diretas/rapidez
Nesse caso tudo deverá ser pensado com o objetivo de minimizar o tempo e o esforço necessário para os deslocamentos por bicicleta. Como a água segue sempre o caminho mais curto e rápido, assim devem ser as rotas cicloviárias de qualidade.

### Coerência
Ser coerente implica manter não só uma unidade visual em relação a sinalização e pisos, mas também em rotas completas e fáceis de serem seguidas.

### Conforto
Para que mais pessoas utilizem a bicicleta com meio de transporte, o fato das vias serem confortáveis certamente representa um fator fundamental. Atingir esse objetivo primordial, requer poucas paradas, piso de qualidade, largura adequada, proteção das intempéries sempre que possível e que o ciclista nunca seja forçado a desmontar da bicicleta durante seu deslocamento.

### Atratividade
A atratividade requer um grande esforço no planejamento, mas certamente é a mais fácil de visualizar como necessária. Quem não usa a bicicleta como meio de transporte se sentirá convidado a fazê-lo quanto mais atrativa for a infra-estrutura. Para isso, deve-se pensar em rotas que cruzem ambientes diversificados, agradáveis, que não coincidam com vias arteriais de trânsito motorizado e por fim, que não seja zonas inseguras em relação à criminalidade.

## Tipos de Infraestrutura

### Ciclovia
Ciclovia é um espaço segregado de trânsito segregado para a circulação de bicicletas. São isolados por alguma espécie de barreira física, seja uma mureta, meio fio elevado, grade, blocos de concreto ou alguma outra forma de isolamento fixo. São recomendadas em grandes avenidas e vias expressas para proteger os ciclistas de um trânsito intenso e/ou rápido de veículos motorizados.

### Ciclofaixa
Ciclofaixa é quando uma parte de uma faixa de rolamento é sinalizada para o trânsito exclusivo de bicicletas. Não há separação física, ainda que possam haver olhos de gato ou "tachões" para ajudar a definir melhor a separação. É indicada para vias de trânsito motorizado moderado e em baixa velocidade.

### Ciclorrota
Convencionou-se dar o nome de ciclorrota (ou ciclo-rota) a um caminho, com ou sem sinalização, que represanta uma rota recomendada para o ciclista. Representa o trajeto, sem qualquer segregação ou sinalização contínua. Tem sido utilizado pela CET em São Paulo e colabora para legitimar a presença dos ciclistas nas ruas.

### Ciclovia operacional
Ciclovia operacional, também chamada de ciclofaixa de lazer, é uma faixa exclusiva instalada temporariamente no viário e operada por agentes de trânsito, isolada do tráfego motorizado através de elementos removíveis, tais como: cones, cavaletes, grades móveis, fitas, etc. São Paulo foi a primeira cidade brasileira a inaugurar esse tipo de infraestrutura cicloviária, com funcionamento aos domingos e feriados nacionais das 7am às 16h.

### Espaço compartilhado
Os espaços compartilhados removem a tradicional segregação entre os veículos automotores, pedestres e outros ususários das vias. Sistemas convencionais de gestão de ruas como cortes, faixas, linhas, sinais e símbolos são substituídos por uma abordagem integrada, orientada para a compreensão do espaço público pelas pessoas. Com isto, caminhadas, ciclismo, compras e atividades como andar de carro se tornam ações integradas.